# James Wilson (Fußballspieler, 1995)
James Antony Wilson (* 1. Dezember 1995 in Biddulph, Staffordshire) ist ein englischer Fußballspieler, der bei Salford City unter Vertrag steht. Der Linksfüßer wird vorrangig als Stürmer eingesetzt.

## Karriere

### Verein
Wilson gab sein Debüt in der Premier League am 6. Mai 2014 beim 3:1-Sieg im Heimspiel gegen Hull City, bei dem er zwei Tore erzielte. Ende September 2015 verlängerte Wilson seinen Vertrag bis zum 30. Juni 2019.
Am 26. November 2015 wurde Wilson bis zum Ende der Saison per „Emergency Loan“ in die Football League Championship an Brighton & Hove Albion ausgeliehen.
Im August 2016 wurde er an den Zweitligisten Derby County verliehen.

### Nationalmannschaft
Wilson spielt für die englische U-19-Auswahl.